# Waking Up the Neighbours
Waking Up The Neighbours - album wydany 24 września 1991 roku przez kanadyjskiego piosenkarza Bryana Adamsa. Jest to szósty album studyjny artysty. Album został nagrany w Battery Studios w Anglii oraz w The Warehouse Studio w Vancouver. Album był miksowany w Mayfair Studios w Anglii, i poskładany w przez Boba Ludwiga w Masterdisk w Nowym Jorku.

## Lista utworów
1. "Is Your Mama Gonna Miss Ya?" (Adams, Lange) - 4:41
2. "Hey Honey – I'm Packin' You In" (Adams, Lange, Russell, Scott) - 3:59
3. "Can't Stop This Thing We Started" (Adams, Lange) - 4:29
4. "Thought I'd Died and Gone to Heaven" (Adams, Lange) - 5:50
5. "Not Guilty" (Adams, Lange) - 4:12
6. "Vanishing" (Adams, Lange) - 5:03
7. "House Arrest" (Adams, Lange, Vallance) - 3:58
8. "Do I Have to Say the Words?" (Adams, Lange, Vallance) - 6:11
9. "There Will Never Be Another Tonight" (Adams, Lange, Vallance) - 4:40
10. "All I Want Is You" (Adams, Lange) - 5:20
11. "Depend on Me" (Adams, Lange, Vallance) - 5:07
12. "(Everything I Do) I Do It for You" (Adams, Lange, Michael Kamen) - 6:34
13. "If You Wanna Leave Me (Can I Come Too?)" (Adams, Lange) - 4:43
14. "Touch the Hand" (Adams, Lange) - 4:05
15. "Don't Drop That Bomb on Me" (Adams, Lange) - 6:0